# 荒唐分局 (第三季)
《荒唐分局》第三季（英語：Brooklyn Nine-Nine Season 3）由丹·戈爾與邁克爾·舒爾共同開創，在2015年9月27日至2016年4月19日間於FOX首播，全季共23集。故事以紐約布魯克林區虛構的99分局為背景，描繪分局警探辦案過程的日常笑料。

## 製作
本季於2015年1月17日獲得續訂，並在2016年3月24日宣布續訂第4季。

### 選角
2015年7月30日，宣布《「法」妻》艾美獎得主雅琪·潘嘉比將客串飾演諾克斯中尉。10月29日，宣布《副人之仁》麥特·華許將繼第1季後，再次客串本劇。12月4日，宣布《透明家庭》凱薩琳·哈恩將客串飾演查爾斯的恐怖前妻艾琳諾。12月7日，宣布《混亂之子》凱蒂·薩歌將客串飾演傑克的母親凱倫·普拉塔，而飾演傑克父親羅傑的布萊德利·惠特福德亦將回歸客串。12月14日，宣布《俏妞報到》小戴蒙·韋恩斯將客串飾演傑克的第一個搭檔史堤維。
2016年1月11日，宣布克雷格·羅賓森第3度客串本劇，飾演原角色「龐帝克大盜」道格·朱迪，而同樣曾演出《我們的辦公室》的奧斯卡·努納茲將客串飾演一名醫師。3月11日，《24小時反恐任務》丹尼斯·赫柏特將客串2集，飾演霍爾特的老同事，現為FBI特別探員的鮑伯·安德森。

## 演員陣容

### 主要演員
- 安迪·山伯格 飾演 傑克·普拉塔
- 史蒂芬妮·碧翠絲 飾演 蘿莎·迪亞茲
- 泰瑞·克魯斯 飾演 泰瑞·傑福茲
- 梅麗莎·弗莫洛 飾演 艾美·聖蒂亞可
- 喬·洛·特魯格里奥 飾演 查爾斯·波伊爾
- 雀兒喜·柏瑞蒂 飾演 吉娜·林內蒂
- 安德魯·布瑞格 飾演 雷·霍爾特
- 迪爾克·布洛克（英语：Dirk Blocker） 飾演 邁克爾·希區考克
- 喬爾·麥金農·米勒（英语：Joel McKinnon Miller） 飾演 諾姆·史考利

### 常設演員
- 凱拉·塞吉維克 飾演 麥德琳·旺馳
- 狄恩·溫特斯 飾演 “禿鷹”基斯·潘布洛克
- 丹尼斯·赫柏特 飾演 鮑伯·安德森
- 艾達·特托羅 飾演 莫拉·費吉斯
- 瑪莉·琳·拉姬斯卡布 飾演 珍娜薇芙·米倫-卡特
- 克里斯·帕內爾 飾演 傑弗瑞·霍伊斯曼
- 梅倫·唐姬（英语：Merrin Dungey） 飾演 雪倫·傑福茲
- 傑森·曼薩凱斯（英语：Jason Mantzoukas） 飾演 阿德利安·皮曼托

### 客串演員
- 布萊德利·惠特福德 飾演 羅傑·普拉塔
- 凱蒂·薩歌（英语：Katey Sagal） 飾演 凱倫·普拉塔
- 麥特·華許（英语：Matt Walsh） 飾演 羅漢克警探
- 尼克·卡農 飾演 馬庫斯
- 馬克·伊凡·傑克遜（英语：Marc Evan Jackson） 飾演 凱文·科茲納
- 賈馬爾·朵夫（英语：Jamal Duff） 飾演 茲克

### 特別客串
- 克雷格·羅賓森（英语：Craig Robinson (actor)） 飾演 道格·朱迪
- 比爾·哈德 飾演 多澤曼總警司
- 雅琪·潘嘉比 飾演 辛格中尉
- 凱薩琳·哈恩 飾演 艾琳諾

## 集數
| 總集數 | 集數 （季） | 標題                           | 導演            | 編劇                                   | 首播日期       | 製作 代碼 | 美國收視人數 （百萬） |
| --- | ----------- | ------------------------------ | --------------- | -------------------------------------- | -------------- | --------- | --------------------- |
| 46 | 1           | 新總警司 New Captain           | 邁克爾·舒爾     | 麥特·莫里                              | 2015年9月27日  | 301       | 3.14                  |
| 賽斯·多澤曼成為99分局新任總警司，這讓警探們相當不適應，然而當他意外撞見傑克與艾美在上班時間恩愛後，過於激動的他突發心肌梗塞而死亡。霍爾特與吉娜開始在公關部門上班，然而他們被迫忍受麥德琳所交付的那些雞毛蒜皮小事。最後，警探們的死敵「禿鷹」潘布洛克竟成為了他們的新任總警司。 客串：凱拉·塞吉維克 飾演 旺馳分局總警監、狄恩·溫特斯 飾演 禿鷹 特別客串：比爾·哈德 飾演 多澤曼總警司 |             |                                |                 |                                        |                |           |                       |
| 47 | 2           | 葬禮 The Funeral               | 克萊兒·史坎倫   | 盧克·戴爾·翠帝夏                       | 2015年10月4日  | 302       | 4.10                  |
| 禿鷹成為99分局的總警司後，開始折磨下屬，更讓傑克與艾美的關係受到威脅。另一方面，泰瑞協助霍爾特處理一個公關問題，而蘿莎與吉娜則勸說查爾斯別再與同事產生情愫。 特別客串：雅琪·潘嘉比 飾演 辛格中尉 客串：喬·戴利 飾演 布萊恩·艾波鮑姆、貝絲·霍伊特 飾演 瑪格麗特·多澤曼、狄恩·溫特斯 飾演 禿鷹 |             |                                |                 |                                        |                |           |                       |
| 48 | 3           | 波伊爾的直覺 Boyle's Hunch     | 川特·歐當諾     | 翠西亞·麥克艾爾品                      | 2015年10月11日 | 304       | 2.75                  |
| 傑克發覺畫廊所有人珍娜薇芙可能就是查爾斯的真愛，因此他設法撮合兩人，然而珍娜薇芙卻捲入一場偷竊藝術品事件。 客串：瑪莉·琳·拉姬斯卡布 飾演 珍娜薇芙·米倫-卡特、詹姆士·烏班尼亞克 飾演 尼克·林格曼、蓋博·利德曼 飾演 奧利佛·考克斯醫師 |             |                                |                 |                                        |                |           |                       |
| 49 | 4           | 烏龍茶殺手 The Oolong Slayer   | 邁克爾·麥當勞   | 蓋博·利德曼                            | 2015年10月18日 | 303       | 2.57                  |
| 傑克著手調查一件連環殺人事件，並在霍爾特的幫助下，試圖抓住「烏龍茶殺手」。分局裡，艾美與蘿莎試圖阻止泰瑞復胖。最後，傑克偵破「烏龍茶連環命案」後，將功勞歸給長官，好換取霍爾特歸隊。 客串：凱拉·塞吉維克 飾演 旺馳分局總警監、狄恩·溫特斯 飾演 禿鷹 |             |                                |                 |                                        |                |           |                       |
| 50 | 5           | 萬聖節之三 Halloween III       | 邁克爾·麥當勞   | 大衛·菲利浦斯                          | 2015年10月25日 | 305       | 4.38                  |
| 傑克與霍爾特的第三屆萬聖節打賭到來，這次，他們與警探們分成兩隊，並爭奪同一個皇冠，好得以成為「99分局之王」，然而，他們卻低估了藏在背後的「第三人」。 客串：瑪莉·琳·拉姬斯卡布 飾演 珍娜薇芙·米倫-卡特、梅倫·唐姬 飾演 雪倫·傑福茲、喬許·卡索邦 飾演 納帝亞 |             |                                |                 |                                        |                |           |                       |
| 51 | 6           | 森林魔爪 Into the Woods        | 琳達·曼陀莎     | 安德魯·蓋斯特                          | 2015年11月8日  | 306       | 2.65                  |
| 為了緩解泰瑞的壓力，傑克與查爾斯策畫了一個露營活動。為了說服紐約警署購買艾美的發明，吉娜開始幫助艾美。與此同時，蘿莎因尚未準備好與馬庫斯步入禮堂而決定和馬庫斯分手，這讓蘿莎相當傷心，而安慰蘿莎的霍爾特，與蘿莎共同留下難得的淚水。 客串：尼克·卡農 飾演 馬庫斯、麥特·華許 飾演 羅漢克警探 |             |                                |                 |                                        |                |           |                       |
| 52 | 7           | 愛的床墊 The Mattress          | 迪恩·霍蘭德     | 蘿拉·麥克瑞雅莉                        | 2015年11月15日 | 307       | 2.69                  |
| 傑克的老舊床墊讓艾美背部疼痛，然而傑克為了省錢而不願換新床墊。傑克與艾美向霍爾特再三保證兩人的關係不會影響工作，然而船電問題卻讓兩人產生爭執，進而影響案件的調查。查爾斯不小心刮傷了霍爾特的車，這讓霍爾特相當生氣，另一方面，蘿莎對於之前開導的男孩又再次犯錯而感到失望與震怒。 客串：蘿蘋·巴特雷特 飾演 米莉安小姐、邁克·布萊克洛克 飾演 布萊恩·希普 |             |                                |                 |                                        |                |           |                       |
| 53 | 8           | 艾娃 Ava                       | 崔斯特姆·薛皮洛 | 麥特·歐布萊恩                          | 2015年11月22日 | 308       | 3.88                  |
| 在泰瑞處理謀殺案的同時，傑克幫忙泰瑞照顧其懷孕的妻子雪倫。不過就在雪倫的羊水破裂時，傑克陷入了一陣慌亂。 客串：尼克·奧佛曼 飾演 弗雷德里克、梅倫·唐姬 飾演 雪倫·傑福茲 |             |                                |                 |                                        |                |           |                       |
| 54 | 9           | 瑞典警探 The Swedes            | 艾瑞克·艾普爾   | 麥特·莫里                              | 2015年12月6日  | 309       | 3.95                  |
| 傑克與蘿莎被迫與一對關係異常親密的瑞典警探索朗與雅格妮塔共同偵辦珠寶失竊案，然而過程卻越來越競爭，這也讓傑克與蘿莎重新檢視兩人的夥伴關係與效力。由於凱文出城，因此霍爾特找來查爾斯與自己搭檔，好參加壁球比賽，然而查爾斯卻深怕顯露自己內心對冠軍的野望與狂野的一面。另一方面，艾美與泰瑞協助吉娜準備天文學考試。 客串：安德斯·霍姆 飾演 索朗、芮琪·琳達馮 飾演 雅格妮塔、馬克·伊凡·傑克遜 飾演 凱文·科茲納、尼爾·迪格斯·泰森 飾演 自己 |             |                                |                 |                                        |                |           |                       |
| 55 | 10          | 聖誕夜劫難 Yippie Kayak        | 蕾貝卡·亞瑟     | 拉可希米·桑德瑞姆                      | 2015年12月13日 | 310       | 3.82                  |
| 聖誕節前夕，當傑克、查爾斯與吉娜到商店購買禮物時，意外被鎖在商店中，然而三人卻遇上商店搶劫案，這讓傑克有機會將《終極警探》中的劇情活生生地展現在現實生活中。與此同時，艾美為了證明自己，而決定加入霍爾特與蘿莎參加的極地游泳俱樂部。 客串：梅倫·唐姬 飾演 雪倫·傑福茲、賈馬爾·朵夫 飾演 茲克、狄恩·溫特斯 飾演 禿鷹 |             |                                |                 |                                        |                |           |                       |
| 56 | 11          | 人質挾持 Hostage Situation     | 馬克斯·溫克勒   | 菲爾·奧加斯塔·傑克森                   | 2016年1月5日   | 312       | 2.73                  |
| 為了獲得小孩，查爾斯必須從精子銀行取出自己的精子，然而查爾斯的前妻艾琳諾挾持了查爾斯的精子，好脅迫傑克與查爾斯讓自己脫離官司。與此同時，霍爾特與蘿莎必須靠吉娜來讓嫌犯提供供詞，而艾美意外打斷了泰瑞的鼻子。 特別客串：凱薩琳·哈恩 飾演 艾琳諾 客串： 瑪莉·琳·拉姬斯卡布 飾演 珍娜薇芙·米倫-卡特、凱爾·S·摩爾 飾演 史蒂夫·亨德森 |             |                                |                 |                                        |                |           |                       |
| 57 | 12          | 九天 9 Days                    | 迪恩·霍蘭德     | 賈斯汀·諾寶                            | 2016年1月19日  | 311       | 2.37                  |
| 傑克與霍爾特意外感染流行性腮腺炎，因此兩人決定在隔離期間共同繼續辦案。另一方面，蘿莎試圖幫助查爾斯度過失去狗狗的悲傷，而泰瑞則被迫處理希區考克與史考利的爛攤子。 客串：奧斯卡·努納茲 飾演 波普醫師 |             |                                |                 |                                        |                |           |                       |
| 58 | 13          | 郵輪之旅 The Cruise            | 邁克爾·史皮勒   | 翠西亞·麥克艾爾品                      | 2016年1月26日  | 313       | 2.38                  |
| 傑克與艾美展開兩人的遊輪之旅，而兩人的度假計畫有著差異，就在這時，他們發現了「龐帝克大盜」道格·朱迪的身影，他們這才知道原來這一切都是朱迪的計謀。朱迪認為船上有人想要刺殺他，因此他找來傑克保護自己，這使傑克與艾美的度假行程被打亂。分局內，霍爾特試圖避免妹妹黛比的來訪，而查爾斯與蘿莎開始為獲得死者的房子而競爭。 特別客串：克雷格·羅賓森 飾演 道格·朱迪 客串：保羅·F·湯普金斯 飾演 奧林斯船長、妮希·納許 飾演 黛比·霍爾特 |             |                                |                 |                                        |                |           |                       |
| 59 | 14          | 凱倫·普拉塔 Karen Peralta      | 布魯斯·麥可羅奇 | 艾莉森·雅歌絲提 蓋博·利德曼            | 2016年2月2日   | 314       | 2.24                  |
| 對於首次與傑克母親凱倫相見，艾美對此感到相當緊張，當傑克與艾美抵達凱倫家時，他們意外發現羅傑與凱倫再次走到一起，這讓傑克相當無法接受，而試圖威脅羅傑主動離開凱倫，好保護凱倫不再受傷。查爾斯與蘿莎在進行臥底任務時，因查爾斯不熟悉針孔而意外出糗。與此同時，霍爾特策劃了一場密室逃脫活動，但因吉娜忘記通知警局人員而只有希區考克與史考利等4人參加。 客串：布萊德利·惠特福德 飾演 羅傑·普拉塔、凱蒂·薩歌 飾演 凱倫·普拉塔 |             |                                |                 |                                        |                |           |                       |
| 60 | 15          | 98分局 The 9-8                 | 妮莎·嘉娜卓     | 大衛·菲利浦斯                          | 2016年2月9日   | 315       | 2.28                  |
| 98分局大樓因水管破裂而暫時進駐99分局大樓，這讓傑克與他的第一個搭檔史堤維重逢，而兩人的好哥們關係讓查爾斯相當嫉妒。然而，查爾斯卻發現史堤維似乎並非如表面的單純，並懷疑史堤維有嫁禍嫌犯之嫌。 客串：小戴蒙·韋恩斯 飾演 史堤維·休倫斯警探 |             |                                |                 |                                        |                |           |                       |
| 61 | 16          | 家鼠 House Mouses              | 克萊兒·史坎倫   | 安德魯·蓋斯特                          | 2016年2月16日  | 316       | 2.18                  |
| 傑克將手上的毒品大案轉交給希區考克與史考利負責，並加入霍爾特聲稱有名人涉及的案子，但他隨即將發現該「名人」並非家喻戶曉的「名人」。另一方面，艾美與吉娜發現蘿莎從不捐血的原因，是因為蘿莎害怕針頭，於是三人決定嘗試克服各自害怕的事物。 客串：布拉德·霍爾 飾演 約翰·威廉·懷奇索布朗 |             |                                |                 |                                        |                |           |                       |
| 62 | 17          | 阿德利安·皮曼托 Adrian Pimento | 瑪姬·凱莉       | 盧克·戴爾·翠帝夏                       | 2016年2月23日  | 317       | 2.13                  |
| 阿德利安·皮曼托警探在惡名昭彰的黑幫老大「屠夫」吉米·費吉斯的組織臥底12年後，回歸99分局警署，然而阿德利安因疑似罹患創傷後心理壓力緊張症候群導致行為舉止怪異，這讓傑克對其產生好奇。另一方面，霍爾特要吉娜製作關於分局人員日常生活的影片，而分局的垃圾問題，讓查爾斯不得不面對人人懼怕的清潔工工會領頭「刻薄瑪姬」。 客串：傑森·曼薩凱斯 飾演 阿德利安·皮曼托、凱特·芙蘭奈瑞 飾演 刻薄瑪姬 |             |                                |                 |                                        |                |           |                       |
| 63 | 18          | 霍爾特的狗 Cheddar             | 艾力克斯·里德   | 潔西卡·波倫斯基                        | 2016年3月1日   | 318       | 1.85                  |
| 看著孤單的霍爾特，傑克與艾美說服了霍爾特前往巴黎與凱文相聚，而警探們也決定為霍爾特提供看家服務，然而，他們卻為霍爾特的房子帶來災難，更不小心將霍爾特的狗狗切達弄丟。另一方面，蘿莎與阿德利安似乎彼此吸引。 客串：傑森·曼薩凱斯 飾演 阿德利安·皮曼托 |             |                                |                 |                                        |                |           |                       |
| 64 | 19          | 泰瑞貓咪 Terry Kitties         | 邁克爾·麥當勞   | 菲爾·奧加斯塔·傑克森 翠西亞·麥克艾爾品 | 2016年3月15日  | 319       | 1.95                  |
| 泰瑞因一件過去的舊案子而常遭到曾服務過的65分局警探的嘲笑，而傑克決定幫助泰瑞向65分局的警探展現泰瑞的膽識，並惡整他們。與此同時，阿德利安成為了查爾斯的室友，而艾美則與霍爾特和蘿莎進行一個艱難的訓練。 客串：傑森·曼薩凱斯 飾演 阿德利安·皮曼托、馬特·貝瑟 飾演 霍德頓警探 |             |                                |                 |                                        |                |           |                       |
| 65 | 20          | 妄想症 Paranoia                | 佩曼·班茲       | 蓋博·利德曼                            | 2016年3月29日  | 320       | 2.02                  |
| 蘿莎與阿德利安決定在一周內閃婚，因此擔任伴娘的艾美、吉娜與查爾斯決定為蘿莎舉辦一個最棒的單身派對。傑克租了一個派對巴士，並與希區考克、史考利與不情願加入的泰瑞為阿德利安舉辦單身派對，然而，阿德利安卻聲稱吉米·費吉斯打算暗殺他，這讓傑克等人半信半疑。隨後，傑克等人發現真有人想殺害阿德利安，因此他們決定讓阿德利安詐死，好查出內幕。就在傑克等人施行計畫時，他們發現竟有FBI探員涉入其中，於是阿德利安決定神隱，而99分局的警探們則決定讓吉米·費吉斯與FBI內奸繩之以法。 客串：傑森·曼薩凱斯 飾演 阿德利安·皮曼托、凱特·芙蘭奈瑞 飾演 刻薄瑪姬 |             |                                |                 |                                        |                |           |                       |
| 66 | 21          | 最高戒備 Maximum Security      | 小維多·內利     | 蘿拉·麥克瑞雅莉                        | 2016年4月5日   | 321       | 2.71                  |
| 警隊舉辦了阿德利安的假葬禮，並企圖從中找出FBI內奸。蘿莎決定偽裝成孕婦、查爾斯偽裝成婦產科醫師進入德州監獄臥底，好從吉米·費吉斯的罪犯姊姊莫拉·費吉斯那挖取情報，然而蘿莎的身分卻意外被之前逮捕的女嫌識破。而後，艾美自告奮勇接替蘿莎的臥底工作，這讓傑克相當擔心。 客串：艾達·特托羅 飾演 莫拉·費吉斯 |             |                                |                 |                                        |                |           |                       |
| 67 | 22          | 當局 Bureau                    | 萊茵·凱斯       | 大衛·菲利浦斯 艾莉森·雅歌絲提          | 2016年4月12日  | 322       | 2.07                  |
| 為了獲得情報，傑克、霍爾特與蘿莎和霍爾特過去的搭檔鮑伯·安德森探員合作，潛入FBI總部的檔案室偷取資料，然而隨著FBI內奸的受傷，讓他們遇上困境。艾美從莫拉那得知名為「鮑伯·安德森」的人與吉米·費吉斯有所勾結，而此時此刻的霍爾特正單獨與安德森留守在內奸的病房內，這讓傑克相當慌張。與此同時，霍爾特發現安德森竟想置受傷的內奸於死地。 客串：丹尼斯·赫柏特 飾演 鮑伯·安德森、艾達·特托羅 飾演 莫拉·費吉斯、瑪莉·琳·拉姬斯卡布 飾演 珍娜薇芙·米倫-卡特                                                                                               |             |                                |                 |                                        |                |           |                       |
| 68 | 23          | 師徒情深 Greg and Larry        | 丹·戈爾         | 安德魯·蓋斯特 菲爾·奧加斯塔·傑克森     | 2016年4月19日  | 323       | 2.02                  |
| 原來安德森即為內奸之一，而至始至終他都一直在誤導傑克等人，並暗中掉包資料、殺害曝光的內奸，最後更挾持霍爾特作為人質，所幸99分局的警探們依照霍爾特留下的巧克力線索找到了霍爾特的所在位置，並將安德森制服。在99分局警探們的機智拷問下，安德森交出了足以讓吉米·費吉斯繩之以法的證據，並瓦解了吉米·費吉斯的販毒集團。就在警探們正慶祝破案之時，傑克卻接到了正在逃亡的吉米·費吉斯的威脅電話。一個月後，霍爾特與傑克化名為葛瑞格與萊瑞，扮演住在佛羅里達州珊瑚棕梠的兩名鄰居，並進行著證人保護計畫。 客串：丹尼斯·赫柏特 飾演 鮑伯·安德森             |             |                                |                 |                                        |                |           |                       |

## 收視率
| 總集數 | 集數 | 標題                | 播出日期       | 收視／份額 （18–49歲） | 收視 （百萬） | DVR （18–49歲） | DVR收視 （百萬） | 加總 （18–49歲） | 總收視 （百萬） |
| ------ | ---- | ------------------- | -------------- | ---------------------- | ------------- | --------------- | ---------------- | ---------------- | --------------- |
| 46     | 1    | 新總警司（New Captain）        | 2015年9月27日  | 1.5/4                  | 3.14          | TBD             | TBD              | TBD              | TBD             |
| 47     | 2    | 葬禮（The Funeral）            | 2015年10月4日  | 1.9/5                  | 4.10          | TBD             | TBD              | TBD              | TBD             |
| 48     | 3    | 波伊爾的直覺（Boyle's Hunch）    | 2015年10月11日 | 1.3/4                  | 2.75          | TBD             | TBD              | TBD              | TBD             |
| 49     | 4    | 烏龍茶殺手（The Oolong Slayer）      | 2015年10月18日 | 1.2/3                  | 2.57          | 0.8             | 1.25             | 2.0              | 3.82            |
| 50     | 5    | 萬聖節之三（Halloween III）      | 2015年10月25日 | 2.0/5                  | 4.38          | TBD             | TBD              | TBD              | TBD             |
| 51     | 6    | 森林魔爪（Into the Woods）        | 2015年11月8日  | 1.2/3                  | 2.65          | 0.8             | 1.48             | 2.0              | 4.13            |
| 52     | 7    | 愛的床墊（The Mattress）        | 2015年11月15日 | 1.3/4                  | 2.69          | TBD             | 1.37             | TBD              | 4.06            |
| 53     | 8    | 艾娃（Ava）            | 2015年11月22日 | 1.7/5                  | 3.88          | TBD             | TBD              | TBD              | TBD             |
| 54     | 9    | 瑞典警探（The Swedes）        | 2015年12月6日  | 1.7/5                  | 3.95          | 0.7             | TBD              | 2.4              | TBD             |
| 55     | 10   | 聖誕夜劫難（Yippie Kayak）      | 2015年12月13日 | 1.7/5                  | 3.82          | 0.7             | TBD              | 2.4              | TBD             |
| 56     | 11   | 人質挾持（Hostage Situation）        | 2016年1月5日   | 1.2/4                  | 2.73          | 0.7             | 1.35             | 1.9              | 4.08            |
| 57     | 12   | 九天（9 Days）            | 2016年1月19日  | 1.1/3                  | 2.37          | 0.7             | 1.37             | 1.8              | 3.74            |
| 58     | 13   | 郵輪之旅（The Cruise）        | 2016年1月26日  | 1.0/3                  | 2.38          | 0.7             | 1.35             | 1.7              | 3.73            |
| 59     | 14   | 凱倫·普拉塔（Karen Peralta）     | 2016年2月2日   | 1.0/3                  | 2.24          | 0.6             | 1.23             | 1.6              | 3.47            |
| 60     | 15   | 98分局（The 9-8）          | 2016年2月9日   | 1.0/3                  | 2.28          | TBD             | 1.23             | TBD              | 3.51            |
| 61     | 16   | 家鼠（House Mouses）            | 2016年2月16日  | 0.9/3                  | 2.18          | 0.7             | 1.33             | 1.6              | 3.50            |
| 62     | 17   | 阿德利安·皮曼托（Adrian Pimento） | 2016年2月23日  | 0.9/3                  | 2.13          | 0.6             | 1.13             | 1.5              | 3.27            |
| 63     | 18   | 霍爾特的狗狗（Cheddar）    | 2016年3月1日   | 0.8/2                  | 1.85          | 0.7             | 1.33             | 1.5              | 3.18            |
| 64     | 19   | 泰瑞貓咪（Terry Kitties）        | 2016年3月15日  | 0.8/3                  | 1.95          | 0.7             | 1.21             | 1.5              | 3.16            |
| 65     | 20   | 妄想症（Paranoia）          | 2016年3月29日  | 0.9/3                  | 2.02          | 0.6             | 1.22             | 1.5              | 3.23            |
| 66     | 21   | 最高戒備（Maximum Security）        | 2016年4月5日   | 0.9/3                  | 2.71          | 0.7             | 1.24             | 1.6              | 3.95            |
| 67     | 22   | 當局（Bureau）            | 2016年4月12日  | 0.9/3                  | 2.07          | TBD             | 1.03             | TBD              | 3.10            |
| 68     | 23   | 師徒情深（Greg and Larry）        | 2016年4月19日  | 0.9/3                  | 2.02          | TBD             | 1.05             | TBD              | 3.06            |
| 平均   | 平均 | 平均                | 平均           | 1.2                    | 2.73          | 0.7             | 1.25             | 1.9              | 3.98            |

## 評價
本劇獲得電視評論家好評，於爛番茄整合的評論中，本季獲得了90%新鮮度、8.19/10分（10位評論家）。
評論家前十大電視節目排名
- No. 3　IndieWire
- No. 8　Paste（英语：Paste (magazine)）

## 獎項
| 年度 | 大獎                       | 獎項                               | 提名者                         | 結果 |
| ---- | -------------------------- | ---------------------------------- | ------------------------------ | ---- |
| 2016 | 人民選擇獎                 | 最喜愛喜劇類電視男演員獎           | 安迪·山伯格                    | 提名 |
| 2016 | 評論家選擇電視獎           | 喜劇類影集最佳男配角獎             | 安德魯·布瑞格                  | 獲獎 |
| 2016 | 有色人種促進協會形象獎     | 最佳喜劇類影集男演員獎             | 安德魯·布瑞格                  | 提名 |
| 2016 | 有色人種促進協會形象獎     | 最佳喜劇類影集男配角獎             | 泰瑞·克魯斯                    | 提名 |
| 2016 | 衛星獎                     | 最佳音樂及喜劇類影集獎             | 最佳音樂及喜劇類影集獎         | 提名 |
| 2016 | 全國西班牙裔影響力頒獎典禮 | 電視影集最佳演出獎                 | 史蒂芬妮·碧翠絲                | 獲獎 |
| 2016 | GLAAD媒體獎                | 最佳喜劇類影集獎                   | 最佳喜劇類影集獎               | 提名 |
| 2016 | Cine Awards                | 最佳喜劇及喜劇劇情類影集獎         | 最佳喜劇及喜劇劇情類影集獎     | 提名 |
| 2016 | Cine Awards                | 最佳喜劇及喜劇劇情類影集男主角獎   | 安迪·山伯格                    | 提名 |
| 2016 | Cine Awards                | 最佳喜劇及喜劇劇情類影集男配角獎   | 安德魯·布瑞格                  | 獲獎 |
| 2016 | Cine Awards                | 最佳喜劇及喜劇劇情類影集客串演出獎 | 尼克·奧佛曼                    | 提名 |
| 2016 | Cine Awards                | 最佳喜劇及喜劇劇情類影集客串演出獎 | 比爾·哈德                      | 提名 |
| 2016 | 青少年選擇獎               | 電視選擇獎：喜劇類男演員           | 安迪·山伯格                    | 提名 |
| 2016 | 在線電影與電視協會獎       | 喜劇類影集最佳男演員獎             | 安迪·山伯格                    | 提名 |
| 2016 | 在線電影與電視協會獎       | 喜劇類影集最佳男配角獎             | 安德魯·布瑞格                  | 提名 |
| 2016 | 在線電影與電視協會獎       | 喜劇類影集最佳女配角獎             | 史蒂芬妮·碧翠絲                | 提名 |
| 2016 | 在線電影與電視協會獎       | 喜劇類影集最佳客串男演員獎         | 丹尼斯·赫柏特                  | 提名 |
| 2016 | 在線電影與電視協會獎       | 喜劇類影集最佳整體演出獎           | 喜劇類影集最佳整體演出獎       | 提名 |
| 2016 | 在線電影與電視協會獎       | 喜劇類影集最佳客串女演員獎         | 凱拉·塞吉維克                  | 提名 |
| 2016 | 黃金時段艾美獎             | 最佳喜劇類男配角獎                 | 安德魯·布瑞格                  | 提名 |
| 2016 | 黃金時段艾美獎             | 最佳喜劇類影集或綜藝節目特效獎     | 最佳喜劇類影集或綜藝節目特效獎 | 提名 |
| 2016 | 形象獎                     | 最佳黃金時段電視節目獎－喜劇類     | 最佳黃金時段電視節目獎－喜劇類 | 提名 |
| 2016 | 形象獎                     | 最佳女配角獎－電視類               | 史蒂芬妮·碧翠絲                | 提名 |
| 2016 | 形象獎                     | 最佳女配角獎－電視類               | 梅麗莎·弗莫洛                  | 提名 |
| 2016 | Poppy Awards               | 喜劇類最佳男演員獎                 | 安迪·山伯格                    | 獲獎 |
| 2016 | Poppy Awards               | 喜劇類最佳女配角獎                 | 雀兒喜·柏瑞蒂                  | 提名 |
| 2016 | 評論家選擇電視獎           | 喜劇類影集最佳男配角獎             | 安德魯·布瑞格                  | 提名 |
| 2016 | 衛星獎                     | 最佳音樂及喜劇類影集獎             | 最佳音樂及喜劇類影集獎         | 提名 |
| 2016 | 衛星獎                     | 最佳影集、迷你劇與電視電影男配角獎 | 安德魯·布瑞格                  | 提名 |

## 備註
1. ↑  Diva翻譯為「新隊長報到」，Netflix翻譯為「新局長」。
2. ↑  Diva譯名，Netflix翻譯為「柏伊的直覺」。
3. ↑  Diva譯名，Netflix翻譯為「烏龍殺手」。
4. ↑  Diva譯名，Netflix翻譯為「萬聖節（三）」。
5. ↑  Diva譯名，Netflix翻譯為。
6. ↑  Diva譯名，Netflix翻譯為「床墊」。
7. ↑  Diva譯名，Netflix翻譯為。
8. ↑  Diva譯名，Netflix翻譯為「中大獎忘吧蛋」。
9. ↑  Diva譯名，Netflix翻譯為。
10. ↑  Diva譯名，Netflix翻譯為。
11. ↑  Diva譯名，Netflix翻譯為。
12. ↑  Netflix譯名，Diva翻譯為「98警區」。
13. ↑  Diva譯名，Netflix翻譯為。
14. ↑  Diva譯名，Netflix翻譯為「切達」。
15. ↑  Netflix譯名，Diva直接音譯為「泰瑞奇第」。
16. ↑  Diva譯名，Netflix翻譯為。
17. ↑  Diva譯名，臺灣Netflix翻譯為「最高戒備監獄」。
18. ↑  Diva譯名，Netflix翻譯為「聯邦調查局」。
19. ↑  Diva譯名，Netflix翻譯為「葛瑞格與拉瑞」。

## 外部連結
- 官方网站
- 《《荒唐分局》》各集列表 来自互联网电影数据库